# Diplotomma cedricola
Diplotomma cedricola är en lavart som först beskrevs av Werner, och fick sitt nu gällande namn av Etayo. Diplotomma cedricola ingår i släktet Diplotomma och familjen Physciaceae.   Inga underarter finns listade i Catalogue of Life.